# Rue Hélène-Brion
La rue Hélène-Brion est une voie du 13e arrondissement de Paris, en France.

## Situation et accès

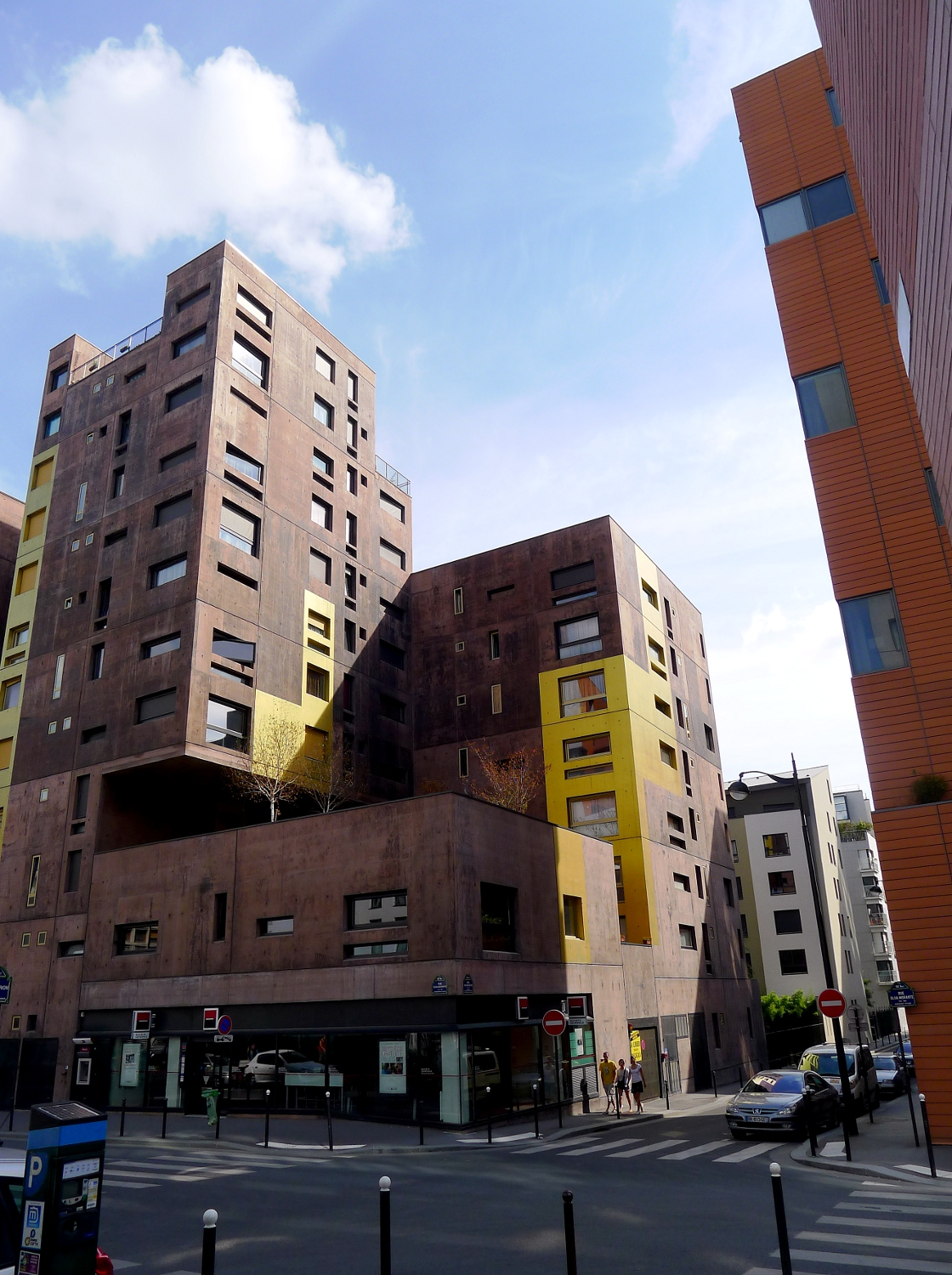
Rue Hélène-Brion au carrefour de la rue Elsa-Morante.

La rue Hélène-Brion débute au 41, quai Panhard-et-Levassor et se termine au 66, avenue de France. Elle est desservie par la ligne de métro 14 à la station Bibliothèque François-Mitterrand, ainsi que par la ligne C du RER (gare de la Bibliothèque François-Mitterrand) et par la ligne de tramway T3a (station Avenue de France).

## Origine du nom
Elle porte le nom de Hélène Brion (1882-1962), militante féministe.

## Historique
Cette voie est créée dans le cadre de l'aménagement de la ZAC Paris-Rive-Gauche sous le nom provisoire de « voie EM/13 ». Elle prend sa dénomination actuelle le 14 novembre 2005. 